# Llista de monuments del Prat de Llobregat
Llista de monuments del Prat de Llobregat inclosos en l'Inventari del Patrimoni Arquitectònic Català per al municipi del Prat de Llobregat (Baix Llobregat). Inclou els Béns Culturals d'Interès Local (BCIL) de caràcter arquitectònic. Només hi ha un monument inscrit en el Registre de Béns Culturals d'Interès Nacional (BCIN) amb la classificació de monuments històrics, la Casa Gomis o la Ricarda.
| Monument                                        | Protecció       | Estil/època                                      | Localització                                                                  | Coordenades                                              | Codi?     | Imatge |
| ----------------------------------------------- | --------------- | ------------------------------------------------ | ----------------------------------------------------------------------------- | -------------------------------------------------------- | --------- | --- |
| Casa Gomis, la Ricarda                          | BCIN 4519-MH-EN | Racionalisme tardà XX                            | El Prat de Llobregat Estany de la Ricarda                                     | 41° 17′ 21″ N, 2° 06′ 27″ E / 41.28915°N,2.10748°E       | IPA-43100 | Casa Gomis (el Prat de Llobregat) · Vegeu més fotos d'aquest monument · Carregueu una nova foto d'aquest monument                                      |
| Edifici de la Telegrafia Marconi                | BCIL 1996       | Modernisme Josep Puig i Cadafalch XX (1910)      | El Prat de Llobregat Finca de la Ricarda                                      | 41° 18′ 33″ N, 2° 06′ 18″ E / 41.309112°N,2.105083°E     | IPA-16773 | Edifici de la Telegrafia Marconi (el Prat de Llobregat) · Vegeu més fotos d'aquest monument · Carregueu una nova foto d'aquest monument                |
| Escultura I                                     |                 | Darreres tendències Ángel Orensanz XX            | El Prat de Llobregat                                                          | 41° 17′ 17″ N, 2° 03′ 59″ E / 41.28809°N,2.06627°E       | IPA-18785 | Carregueu una nova foto d'aquest monument |
| Escultura II                                    |                 | Darreres tendències XX                           | El Prat de Llobregat                                                          |                                                          | IPA-18786 | Carregueu una nova foto d'aquest monument |
| Casa del Comú, Ajuntament del Prat de Llobregat |                 | Historicisme Joan Feu i Puig XX (1905)           | El Prat de Llobregat Pl. de la Vila, 1                                        | 41° 19′ 51″ N, 2° 05′ 35″ E / 41.330773°N,2.093051°E     | IPA-18788 | Casa del Comú (el Prat de Llobregat) · Vegeu més fotos d'aquest monument · Carregueu una nova foto d'aquest monument                                   |
| Policia Municipal                               |                 | Historicisme XIX Final                           | El Prat de Llobregat C. Major, 1 (enderrocada)                                | 41° 19′ 51″ N, 2° 05′ 36″ E / 41.330885°N,2.093257°E     | IPA-18792 | Carregueu una nova foto d'aquest monument |
| Parc municipal Fondo d'en Peixo                 |                 | XX                                               | El Prat de Llobregat Av. Canal                                                | 41° 19′ 41″ N, 2° 05′ 26″ E / 41.328096°N,2.090573°E     | IPA-18793 | Parc municipal Fondo d'en Peixo (el Prat de Llobregat) · Vegeu més fotos d'aquest monument · Carregueu una nova foto d'aquest monument                 |
| Finestres de Can Peixo                          |                 | Gòtic-renaixement XVI                            | El Prat de Llobregat Jardí Palauet - c. Casanovas                             | 41° 19′ 39″ N, 2° 05′ 33″ E / 41.327406°N,2.092482°E     | IPA-18794 | Finestres de Can Peixo (el Prat de Llobregat) · Vegeu més fotos d'aquest monument · Carregueu una nova foto d'aquest monument                          |
| Palauet Municipal o Torre Muntadas              |                 | Historicisme, eclecticisme XIX (1885)            | El Prat de Llobregat Jaume Casanoves, 80-82                                   | 41° 19′ 40″ N, 2° 05′ 33″ E / 41.32775°N,2.092444°E      | IPA-18795 | Torre Muntadas (el Prat de Llobregat) · Vegeu més fotos d'aquest monument · Carregueu una nova foto d'aquest monument                                  |
| Casa Municipal de Cultura, Torre Balcells       |                 | Eclecticisme XIX-XX                              | El Prat de Llobregat Pl. Pau Casals, 3                                        | 41° 19′ 34″ N, 2° 05′ 38″ E / 41.326187°N,2.0939°E       | IPA-18796 | Casa Municipal de Cultura (el Prat de Llobregat) · Vegeu més fotos d'aquest monument · Carregueu una nova foto d'aquest monument                       |
| Teatre Modern o Cine Moderno                    |                 | Noucentisme, historicisme XX (1930)              | El Prat de Llobregat Pl. de la Vila, 5-6                                      | 41° 19′ 49″ N, 2° 05′ 35″ E / 41.330384°N,2.092928°E     | IPA-18797 | Teatre Modern (el Prat de Llobregat) · Vegeu més fotos d'aquest monument · Carregueu una nova foto d'aquest monument                                   |
| Escola la Seda                                  |                 | Noucentisme XX (1924)                            | El Prat de Llobregat Pl. Pintor Grau Sala                                     | 41° 19′ 51″ N, 2° 05′ 30″ E / 41.330962°N,2.091698°E     | IPA-18798 | Escola la Seda (el Prat de Llobregat) · Vegeu més fotos d'aquest monument · Carregueu una nova foto d'aquest monument                                  |
| Rectoria                                        |                 | Obra popular XX Inici                            | El Prat de Llobregat Pl. Pintor Grau Sala                                     | 41° 19′ 52″ N, 2° 05′ 32″ E / 41.331076°N,2.092144°E     | IPA-18799 | Rectoria (el Prat de Llobregat) · Vegeu més fotos d'aquest monument · Carregueu una nova foto d'aquest monument                                        |
| Escola Joan Maragall                            |                 | Racionalisme Joaquim Moragas Ixart XX (1935)     | El Prat de Llobregat C. Joan Maragall, 40                                     | 41° 19′ 48″ N, 2° 05′ 50″ E / 41.330131°N,2.097277°E     | IPA-18800 | Escola Joan Maragall (el Prat de Llobregat) · Vegeu més fotos d'aquest monument · Carregueu una nova foto d'aquest monument                            |
| Les Cases d'en Puig                             |                 | Obra popular XIX                                 | El Prat de Llobregat Plaça de l'Agricultura, 4                                | 41° 19′ 29″ N, 2° 05′ 36″ E / 41.324836°N,2.093206°E     | IPA-18801 | Les Cases d'en Puig (el Prat de Llobregat) · Vegeu més fotos d'aquest monument · Carregueu una nova foto d'aquest monument                             |
| Mercat municipal                                |                 | Noucentisme Antoni Bartra Boada XX (1921)        | El Prat de Llobregat Pl. de la Vila - c. Major                                | 41° 19′ 50″ N, 2° 05′ 36″ E / 41.330684°N,2.093417°E     | IPA-18802 | Mercat municipal (el Prat de Llobregat) · Vegeu més fotos d'aquest monument · Carregueu una nova foto d'aquest monument                                |
| Masia al carrer Gavà, 20                        |                 | Obra popular                                     | El Prat de Llobregat C. Gavà, 20 (desapareguda)                               | 41° 19′ 37″ N, 2° 05′ 36″ E / 41.326884°N,2.09346°E      | IPA-18803 | Carregueu una nova foto d'aquest monument |
| Conjunt de masies del delta del Llobregat       |                 | Obra popular XVIII, XIX                          | El Prat de Llobregat                                                          | 41° 18′ 47″ N, 2° 06′ 58″ E / 41.31293464°N,2.11597755°E | IPA-18804 | Conjunt de masies del delta del Llobregat (el Prat de Llobregat) · Vegeu més fotos d'aquest monument · Carregueu una nova foto d'aquest monument       |
| Cal Beites, Ca l'Arana                          |                 | Obra popular, noucentisme XX                     | El Prat de Llobregat Camí de Cal Beites (enderrocada)                         | 41° 18′ 58″ N, 2° 07′ 58″ E / 41.31618°N,2.13283°E       | IPA-18806 | Cal Beites (el Prat de Llobregat) · Vegeu més fotos d'aquest monument · Carregueu una nova foto d'aquest monument                                      |
| Cal Bitxot                                      |                 | Obra popular XVIII, XIX, XX                      | El Prat de Llobregat Camí de Cal Coracero, la Marina, la Bunyola              |                                                          | IPA-18807 | Carregueu una nova foto d'aquest monument |
| Cal Cabeça, Cal Segarra                         |                 | Obra popular XVIII, XIX                          | El Prat de Llobregat Ctra. Bunyola, 32 - c. Girona, 92-98 (enderrocades)      |                                                          | IPA-18809 | Carregueu una nova foto d'aquest monument |
| Can Camins, Cal Noi del Manuel                  |                 | Obra popular XIX                                 | El Prat de Llobregat Camí de la Volateria                                     |                                                          | IPA-18810 | Carregueu una nova foto d'aquest monument |
| Can Carlets                                     |                 | Obra popular XVIII, XIX                          | El Prat de Llobregat Camí de la Ribera                                        | 41° 20′ 13″ N, 2° 05′ 15″ E / 41.336882°N,2.087402°E     | IPA-18811 | Carregueu una nova foto d'aquest monument |
| Cal Company                                     |                 | Obra popular XVIII                               | El Prat de Llobregat Ctra. de la Bunyola - Ctra. de Tarragona, la Barceloneta |                                                          | IPA-18814 | Carregueu una nova foto d'aquest monument |
| Cal Joan de l'Ixo                               |                 | Obra popular XVIII, XIX                          | El Prat de Llobregat Camí antic de Viladecans, la Ribera                      |                                                          | IPA-18819 | Carregueu una nova foto d'aquest monument |
| Cal Llísera, Cal Víctor                         |                 | Obra popular XVIII, XIX                          | El Prat de Llobregat Camí de Cal Minguet, la Bunyola                          |                                                          | IPA-18823 | Carregueu una nova foto d'aquest monument |
| Cal Pelut Vell, Cal Rovira                      |                 | Obra popular XVIII, XIX, XX                      | El Prat de Llobregat Camí de Cal Pelut                                        | 41° 19′ 15″ N, 2° 04′ 22″ E / 41.320800°N,2.072861°E     | IPA-18824 | Carregueu una nova foto d'aquest monument |
| Cal Pi de l'Olla                                |                 | Obra popular XVIII, XIX                          | El Prat de Llobregat Polígon industrial Pratenc, la Marina, la Bunyola        |                                                          | IPA-18825 | Carregueu una nova foto d'aquest monument |
| Cal Ribas, Cal Dominguet                        |                 | Obra popular XVIII, XIX                          | El Prat de Llobregat Camí de València                                         | 41° 18′ 36″ N, 2° 06′ 45″ E / 41.310017°N,2.112393°E     | IPA-18827 | Cal Ribas (el Prat de Llobregat) · Vegeu més fotos d'aquest monument · Carregueu una nova foto d'aquest monument                                       |
| Cal Senyoret, Cal Xicus                         |                 | Obra popular XIX, XX Mitjan                      | El Prat de Llobregat Camí de la Marina - Camí de Can Fernando                 | 41° 19′ 07″ N, 2° 06′ 27″ E / 41.318493°N,2.107476°E     | IPA-18833 | Cal Senyoret (el Prat de Llobregat) · Vegeu més fotos d'aquest monument · Carregueu una nova foto d'aquest monument                                    |
| Cal Mariano                                     |                 | Obra popular XVIII, XIX                          | El Prat de Llobregat Ctra. de l'Aviació                                       |                                                          | IPA-18840 | Carregueu una nova foto d'aquest monument |
| Cal Misses                                      |                 | Obra popular XVIII                               | El Prat de Llobregat Camí de la Ribera                                        | 41° 20′ 21″ N, 2° 04′ 55″ E / 41.339283°N,2.082074°E     | IPA-18844 | Cal Misses (el Prat de Llobregat) · Vegeu més fotos d'aquest monument · Carregueu una nova foto d'aquest monument                                      |
| Cal Monés                                       |                 | Obra popular XVIII, XIX                          | El Prat de Llobregat Camí de Cal Monés                                        | 41° 18′ 46″ N, 2° 04′ 48″ E / 41.312644°N,2.079946°E     | IPA-18845 | Cal Monés (el Prat de Llobregat) · Vegeu més fotos d'aquest monument · Carregueu una nova foto d'aquest monument                                       |
| Cal Patronilo                                   |                 | Obra popular XVIII, XIX                          | El Prat de Llobregat Av. de l'Onze de Setembre - Coronel Sant Feliu, la Seda  |                                                          | IPA-18850 | Carregueu una nova foto d'aquest monument |
| Creu commemorativa                              |                 | Obra popular XX Mitjan                           | El Prat de Llobregat Pati de la Rectoria, davant del campanar                 | 41° 19′ 52″ N, 2° 05′ 32″ E / 41.331120°N,2.092278°E     | IPA-30855 | Creu commemorativa (el Prat de Llobregat) · Vegeu més fotos d'aquest monument · Carregueu una nova foto d'aquest monument                              |
| Cal Noi Camins                                  |                 | Obra popular XVIII                               | El Prat de Llobregat Camí de la Bunyola                                       | 41° 19′ 11″ N, 2° 06′ 07″ E / 41.319824°N,2.101937°E     | IPA-18848 | Cal Noi Camins (el Prat de Llobregat) · Vegeu més fotos d'aquest monument · Carregueu una nova foto d'aquest monument                                  |
| Cal Bieló                                       |                 | Obra popular XVIII, XIX                          | El Prat de Llobregat Camí de la Bunyola                                       | 41° 19′ 04″ N, 2° 06′ 11″ E / 41.317844°N,2.102972°E     | IPA-18805 | Cal Bieló (el Prat de Llobregat) · Vegeu més fotos d'aquest monument · Carregueu una nova foto d'aquest monument                                       |
| Cal Fernando                                    |                 | XVIII, XIX                                       | El Prat de Llobregat Camí de Cal Fernando                                     | 41° 19′ 23″ N, 2° 06′ 58″ E / 41.322971°N,2.116175°E     | IPA-18817 | Cal Fernando (el Prat de Llobregat) · Vegeu més fotos d'aquest monument · Carregueu una nova foto d'aquest monument                                    |
| Cal Roc                                         |                 | Obra popular XIX                                 | El Prat de Llobregat Camí de la Bunyola                                       | 41° 18′ 15″ N, 2° 06′ 53″ E / 41.304191°N,2.114657°E     | IPA-18830 | Cal Roc (el Prat de Llobregat) · Vegeu més fotos d'aquest monument · Carregueu una nova foto d'aquest monument                                         |
| Cal Nani                                        |                 | Obra popular XVIII, XIX                          | El Prat de Llobregat Camí de València - camí de la Marina                     | 41° 18′ 41″ N, 2° 06′ 51″ E / 41.311479°N,2.114190°E     | IPA-18846 | Cal Nani (el Prat de Llobregat) · Vegeu més fotos d'aquest monument · Carregueu una nova foto d'aquest monument                                        |
| Cal Negre                                       |                 | Obra popular XVIII, XIX                          | El Prat de Llobregat Camí de la Marina                                        | 41° 18′ 56″ N, 2° 06′ 43″ E / 41.315625°N,2.111812°E     | IPA-18847 | Cal Negre (el Prat de Llobregat) · Vegeu més fotos d'aquest monument · Carregueu una nova foto d'aquest monument                                       |
| Cal Josep d'en Ribas                            |                 | XVIII, XIX                                       | El Prat de Llobregat Camí de Cal Silet o ronda del Sud                        | 41° 18′ 55″ N, 2° 05′ 36″ E / 41.315326°N,2.093382°E     | IPA-18822 | Carregueu una nova foto d'aquest monument |
| Cal Roc del Villa, Cal Desconfiat               |                 | Obra popular XVIII, XIX                          | El Prat de Llobregat Camí de Cal Villa                                        | 41° 18′ 15″ N, 2° 06′ 53″ E / 41.304201°N,2.114618°E     | IPA-18831 | Carregueu una nova foto d'aquest monument |
| Cal Masses                                      |                 | Obra popular XVIII, XIX                          | El Prat de Llobregat Autovia de Castelldefels                                 |                                                          | IPA-18841 | Carregueu una nova foto d'aquest monument |
| Cal Met Natrus, Cal Malet                       |                 | Obra popular XVIII, XIX                          | El Prat de Llobregat Camí de València                                         | 41° 18′ 26″ N, 2° 06′ 37″ E / 41.307090°N,2.110261°E     | IPA-18843 | Cal Met Natrus (el Prat de Llobregat) · Vegeu més fotos d'aquest monument · Carregueu una nova foto d'aquest monument                                  |
| Cal Pau Pi                                      |                 | Obra popular XVIII                               | El Prat de Llobregat Camí de Cal Silet                                        | 41° 19′ 10″ N, 2° 05′ 55″ E / 41.319456°N,2.098710°E     | IPA-18851 | Carregueu una nova foto d'aquest monument |
| Cal Pelut Nou                                   |                 | XVIII, XX                                        | El Prat de Llobregat Autovia de Castelldefels                                 |                                                          | IPA-18853 | Carregueu una nova foto d'aquest monument |
| Cal Caset                                       |                 | XVIII, XIX                                       | El Prat de Llobregat Ronda del Sud                                            |                                                          | IPA-18812 | Carregueu una nova foto d'aquest monument |
| Cal Menut                                       |                 | Obra popular XVIII, XIX                          | El Prat de Llobregat Aeroport                                                 |                                                          | IPA-18842 | Carregueu una nova foto d'aquest monument |
| Granja la Ricarda, o Cal Torrero                | BCIL 2002       | Noucentisme XX (1909)                            | El Prat de Llobregat Camí de València - camí de la Ricarda                    | 41° 19′ 03″ N, 2° 06′ 01″ E / 41.317620°N,2.100225°E     | IPA-18828 | Granja la Ricarda (el Prat de Llobregat) · Vegeu més fotos d'aquest monument · Carregueu una nova foto d'aquest monument                               |
| Torre de la Ricarda                             |                 | Modernisme, noucentisme XX                       | El Prat de Llobregat Camí de València                                         | 41° 18′ 04″ N, 2° 06′ 18″ E / 41.300992°N,2.105044°E     | IPA-18829 | Torre de la Ricarda (el Prat de Llobregat) · Vegeu més fotos d'aquest monument · Carregueu una nova foto d'aquest monument                             |
| Cal Jaume del Bitxot                            |                 | Obra popular XVIII, XIX                          | El Prat de Llobregat Camí de Bitxot                                           | 41° 19′ 03″ N, 2° 06′ 48″ E / 41.317517°N,2.113328°E     | IPA-18818 | Cal Jaume del Bitxot (el Prat de Llobregat) · Vegeu més fotos d'aquest monument · Carregueu una nova foto d'aquest monument                            |
| Cal Truco                                       |                 | Obra popular, noucentisme XX                     | El Prat de Llobregat Polígon industrial Pratenc                               |                                                          | IPA-18836 | Carregueu una nova foto d'aquest monument |
| Cal Xicomèdia, Cal Peret del Serra              |                 | Obra popular XVII, XVIII                         | El Prat de Llobregat Camí de Vilaplana                                        | 41° 19′ 19″ N, 2° 06′ 19″ E / 41.321964°N,2.105208°E     | IPA-18837 | Cal Xicomèdia (el Prat de Llobregat) · Vegeu més fotos d'aquest monument · Carregueu una nova foto d'aquest monument                                   |
| Cal Nyepa                                       |                 | Obra popular XVIII, XIX                          | El Prat de Llobregat Camí de Cal Bitxot                                       | 41° 19′ 00″ N, 2° 08′ 20″ E / 41.31659°N,2.13902°E       | IPA-18849 | Cal Nyepa (el Prat de Llobregat) · Vegeu més fotos d'aquest monument · Carregueu una nova foto d'aquest monument                                       |
| Cal Joanet de Tivís                             |                 | Obra popular, gòtic XVI, XVIII                   | El Prat de Llobregat Camí de la Marina                                        | 41° 19′ 08″ N, 2° 06′ 28″ E / 41.318968°N,2.107734°E     | IPA-18820 | Cal Joanet de Tivís (el Prat de Llobregat) · Vegeu més fotos d'aquest monument · Carregueu una nova foto d'aquest monument                             |
| Can Comas o Can Comes                           |                 | Obra popular, barroc XVIII                       | El Prat de Llobregat Camí de la Ribera                                        | 41° 20′ 29″ N, 2° 04′ 42″ E / 41.341391°N,2.078381°E     | IPA-18813 | Can Comes (el Prat de Llobregat) · Vegeu més fotos d'aquest monument · Carregueu una nova foto d'aquest monument                                       |
| Cal Felip del Coracero, seu Open Tenis Club     |                 | Obra popular XVIII, XIX                          | El Prat de Llobregat Camí de Cal Pelut, 48                                    | 41° 19′ 00″ N, 2° 03′ 52″ E / 41.316543°N,2.064355°E     | IPA-18816 | Cal Felip del Coracero (el Prat de Llobregat) · Vegeu més fotos d'aquest monument · Carregueu una nova foto d'aquest monument                          |
| Cal Salom                                       |                 | Obra popular XVIII, XIX                          | El Prat de Llobregat Camí antic de Viladecans                                 | 41° 19′ 48″ N, 2° 04′ 11″ E / 41.330062°N,2.069626°E     | IPA-18832 | Cal Salom (el Prat de Llobregat) · Vegeu més fotos d'aquest monument · Carregueu una nova foto d'aquest monument                                       |
| Cal Marc de l'Ixo                               |                 | Obra popular XVIII                               | El Prat de Llobregat                                                          | 41° 19′ 41″ N, 2° 04′ 38″ E / 41.327933°N,2.077158°E     | IPA-18839 | Cal Marc de l'Ixo (el Prat de Llobregat) · Vegeu més fotos d'aquest monument · Carregueu una nova foto d'aquest monument                               |
| Can Peixo                                       |                 | Obra popular XVIII, XIX                          | El Prat de Llobregat Ctra. de Sant Boi - Autovia de Castelldefels             | 41° 19′ 47″ N, 2° 04′ 50″ E / 41.329654°N,2.080659°E     | IPA-18852 | Can Peixo (el Prat de Llobregat) · Vegeu més fotos d'aquest monument · Carregueu una nova foto d'aquest monument                                       |
| Cal Bonic                                       |                 | XVIII, XIX                                       | El Prat de Llobregat Camí de la Bunyola                                       | 41° 19′ 09″ N, 2° 06′ 14″ E / 41.319164°N,2.104025°E     | IPA-18808 | Cal Bonic (el Prat de Llobregat) · Vegeu més fotos d'aquest monument · Carregueu una nova foto d'aquest monument                                       |
| Cal Picassal, Cal Xarricó                       |                 | Obra popular XVIII, XIX                          | El Prat de Llobregat Camí antic de Viladecans                                 | 41° 19′ 53″ N, 2° 04′ 24″ E / 41.331351°N,2.073375°E     | IPA-18826 | Carregueu una nova foto d'aquest monument |
| Cal Tereseta, Cal Montes, Can Despujol          |                 | Obra popular, noucentisme XX                     | El Prat de Llobregat Autovia de Castelldefels, 5 (desapareguda)               | 41° 20′ 06″ N, 2° 05′ 28″ E / 41.334916°N,2.091227°E     | IPA-18834 | Carregueu una nova foto d'aquest monument |
| Cal Terolo                                      |                 | Obra popular XVIII, XIX                          | El Prat de Llobregat Ctra B-202 - Autovia Castelldefels                       |                                                          | IPA-18835 | Carregueu una nova foto d'aquest monument |
| Torre de control del Prat                       |                 | Racionalisme XX (1960)                           | El Prat de Llobregat C. Antoine de Saint Exupery                              | 41° 18′ 23″ N, 2° 04′ 58″ E / 41.306328°N,2.082676°E     | IPA-46275 | Torre de control del Prat (el Prat de Llobregat) · Vegeu més fotos d'aquest monument · Carregueu una nova foto d'aquest monument                       |
| Reial Club de Golf El Prat                      |                 | Racionalisme XX (1954-1966)                      | El Prat de Llobregat Camí de la Volateria                                     | 41° 17′ 05″ N, 2° 05′ 29″ E / 41.284601°N,2.091467°E     | IPA-46278 | Carregueu una nova foto d'aquest monument |
| Terminal 2 de l'Aeroport de Barcelona - el Prat |                 | Racionalisme, darreres tendències XX (1964-1970) | El Prat de Llobregat Aeroport de Barcelona - el Prat                          | 41° 18′ 09″ N, 2° 04′ 33″ E / 41.30245°N,2.07584°E       | IPA-46317 | Terminal 2 de l'Aeroport de Barcelona - el Prat (el Prat de Llobregat) · Vegeu més fotos d'aquest monument · Carregueu una nova foto d'aquest monument |
| El Semàfor, la Casa dels Senyals                |                 | XIX                                              | El Prat de Llobregat Camí de la Caserna                                       | 41° 17′ 38″ N, 2° 07′ 10″ E / 41.29382°N,2.11932°E       | IPA-46338 | El Semàfor (el Prat de Llobregat) · Vegeu més fotos d'aquest monument · Carregueu una nova foto d'aquest monument                                      |
| Caserna dels Carrabiners                        |                 |                                                  | El Prat de Llobregat Ctra. de la Bunyola                                      | 41° 17′ 45″ N, 2° 07′ 19″ E / 41.29589°N,2.12188°E       | IPA-46341 | Caserna dels Carrabiners (el Prat de Llobregat) · Vegeu més fotos d'aquest monument · Carregueu una nova foto d'aquest monument                        |
| Cases Viñals Vergés                             |                 | Noucentisme XX                                   | El Prat de Llobregat C. del Prat, 7-13 - ptge. Mercat                         | 41° 19′ 58″ N, 2° 05′ 55″ E / 41.332785°N,2.098502°E     | IPA-50788 | Cases Viñals Vergés (el Prat de Llobregat) · Vegeu més fotos d'aquest monument · Carregueu una nova foto d'aquest monument                             |